# Artipe skinneri
Artipe skinneri är en fjärilsart som beskrevs av De Nicéville 1887. Artipe skinneri ingår i släktet Artipe och familjen juvelvingar. Inga underarter finns listade i Catalogue of Life.